# Mind, volume 1
Mind, volume 1 is studioalbum van Isildurs Bane. Mind staat voor Music investigating new dimensions. De Zweedse muziekgroep wilde onder aanvoering van Mats Johansson vanaf 1993/1994 een meer experimentele kant op, meer vanuit de intuïtie dan vanuit compositie. Ze vond dat ze de platgetreden paden te veel had bewandeld en wilde daarvan wegblijven. Het leverde een album op met een complexe combinatie van progressieve rock en kamermuziek. Een vergelijking met de muziek van Frank Zappa werd hier en daar gemaakt. Opnamen vonden plaats onder leiding van ex-lid Jan Severinsson in de Änna Bättre Studio in Halmstad.
Het album werd goed ontvangen binnen de niche van de progressieve rock al waren er ook opmerkingen dat het experiment te ver was doorgevoerd. 

## Musici

### Isildurs Bane
- Jonas Christophs – gitaar
- Fredrik Emilson – basgitaar, bassynthsizer
- Mats Johansson – toetsinstrumenten
- Kjell Severinsson – drumstel, percussie
- Klas Assarsson – percussie
- Joachim Gustafsson – viool

### Gasten
- Jonas Albrektson – hobo, althobo
- Daniel Bruno – trombone, bastrombone, tuba
- Magnus Gutke – klassiek gitaar
- Lars Hägglund – piano
- Stefan Isebring – hurdy-gurdy-gitaar
- Björn Jäson Lindh – dwarsfluit
- Erik Mattisson – trompet
- Janne Schaffer – gitaar
- Peter Schöning – cello
- Tora Stenar – dwarsfluit, altfluit, piccolo
- Saltstänk koor onder leiding van Marit Zetterström
- stemmen van Gregor Ried (schaakspel in Holistic medicine); Guillaume Apollinaire, André Breton, Jean Cocteau, James Joyce, Vladimir Majakovski, Ezra Pound, M. Rabbatet, Gertrude Stein en Boris Vian

## Muziek
Alle muziek van Mats Johansson

| Nr. | Titel                               | Duur  |
| --- | ----------------------------------- | ----- |
| 1.  | The flight onward (Phases 1-5)      | 12:05 |
| 2.  | Ataraxia                            | 3:27  |
| 3.  | In a state of comprehension         | 4:24  |
| 4.  | The pilot                           | 5:38  |
| 5.  | Unity                               | 3:31  |
| 6.  | Opportunistic walk (Phases 1 and 2) | 15:15 |
| 7.  | Holistic medicine                   | 14:51 |
| 8.  | A blank page                        | 3:08  |